# Tuesday Night Music Club
Tuesday Night Music Club —en español: «Club de música en martes por la noche»— es el álbum debut de la cantautora estadounidense Sheryl Crow, lanzado el 3 de agosto de 1993. El sencillo principal «Run Baby Run» no fue particularmente exitoso. Sin embargo, el álbum llamó la atención después del éxito del tercer sencillo, «All I Wanna Do», basado en el poema de Wyn Cooper «Fun» y coescrito por David Baerwald, Bill Bottrell, Sheryl Crow y Kevin Gilbert. El sencillo finalmente alcanzó el número dos en el Billboard Hot 100, impulsando el álbum al número tres en la lista de álbumes Billboard 200 de EE. UU. Ha vendido más de 4,5 millones de copias en los EE.UU hasta enero de 2008. En la UK Albums Chart, Tuesday Night Music Club alcanzó el número 8 y está certificado doble de platino.
Está catalogado como uno de los 1001 álbumes que debes escuchar antes de morir y también se encuentra en el puesto 94 en la lista de los 150 mejores álbumes femeninos de todos los tiempos de la National Public Radio.

## Historia
El título del álbum proviene del nombre del grupo de músicos, incluida Crow, el Tuesday Music Club, que se reunieron los martes para trabajar en el álbum. Muchos de ellos comparten créditos de composición con Crow. 
La portada del álbum muestra a Crow vistiendo una camisa de mezclilla con «una sonrisa avergonzada». La contraportada tiene un letrero de neón de café del «Jenny Rose Cafe», que consiste en la luz de neón en forma de corazón detrás del letrero que dice «CAFE» y encima del otro letrero que dice «JENNY ROSE».
El grupo existía como un colectivo de composición informal antes de su asociación con Crow, pero rápidamente se convirtió en un vehículo para su álbum debut después de su llegada (en ese momento estaba saliendo con Kevin Gilbert, quien en realidad coescribió la mayoría de las canciones del álbum junto con Crow, Baerwald, Ricketts, Bottrell, Schwartz y MacLeod). Su relación con Gilbert se volvió amarga poco después del lanzamiento del álbum y hubo disputas sobre los créditos de composición. En entrevistas posteriores, Crow afirmó haberlas escrito. Tanto Gilbert como Baerwald criticaron a Crow públicamente en las consecuencias, aunque Baerwald luego suavizó su posición. Una tensión similar surgió con el miembro de TMC Bill Bottrell después de su segundo álbum, en el que colaboró durante las primeras etapas.
En febrero de 2008, Bottrell dijo: «La verdad es difícil de describir, pero se encuentra entre lo que gritaba toda la gente. Todo era muy vago y muy complicado. Ella escribió la mayor parte del álbum. Los chicos y yo contribuimos escribiendo y letras, incluyendo algunas cosas personales. Sin embargo, el sonido fue el sonido que desarrollé». Sin embargo, esto se dijo mientras promocionaban su trabajo más actual juntos y contradice la mayoría de las declaraciones anteriores de él, incluidas las del libro altamente detallado de Richard Buskin sobre la situación. Bottrell en épocas anteriores había dicho que Crow recibió la segunda porción más grande de las divisiones de publicación en el álbum para motivarla a trabajar duro, ya que todavía tenía que pagar la gran deuda de su primer disco real irrenunciable, siendo la publicación la única forma en que era probable que ganara dinero con su nuevo registro.
Tuesday Night Music Club pasó a vender unas 7,6 millones de copias en los Estados Unidos y el Reino Unido durante la década de 1990. El álbum también ganó tres premios Grammy de Crow en 1995: Grabación del año, Mejor artista novel y Mejor Interpretación Vocal Pop Femenina.
El álbum de 2002 de Travis Tritt Strong Enough presenta una canción titulada «Strong Enough to Be Your Man» y fue escrita como una respuesta a la canción de Crow «Strong Enough».
Tuesday Night Music Club se amplió para un relanzamiento en 2009. La edición de lujo de 2009 incluye el álbum original de 1993, un segundo CD que contiene lados B, rarezas y tomas descartadas y un DVD extra con los seis videos originales del álbum más una rara versión alternativa de «All I Wanna Do» dirigida por Roman Coppola. El DVD también incluye un documental de nueva producción compuesto por material en vivo, entre bastidores, prueba de sonido y en vivo de la gira de principios de los 90 de Crow en apoyo del set. Cuatro de las grabaciones inéditas del CD extra son: «Coffee Shop», «Killer Life», «Essential Trip of Hereness» y «You Want More», fueron grabadas en 1994 y destinadas al siguiente álbum de Crow. Los cortes fueron mezclados para este álbum por el productor original de Tuesday Night Music Club, Bill Bottrell. El CD adicional también incluye un trío de lados B de sencillos del Reino Unido: «Reach Around Jerk», una versión alternativa de «The Na-Na Song» titulada «Volvo Cowgirl 99» y una versión de «All by Myself» de Eric Carmen, como así como una versión de «D'yer Mak'er» de Led Zeppelin y la canción «On the Outside», que fue lanzada como parte de un álbum de la banda sonora de X-Files.

## Lista de canciones
| N.º | Título                         | Duración |  |
| 1.  | «Run Baby Run»                 | 4:53     |  |
| 2.  | «Leaving Las Vegas»            | 5:10     |  |
| 3.  | «Strong Enough»                | 3:10     |  |
| 4.  | «Can't Cry Anymore»            | 3:41     |  |
| 5.  | «Solidify»                     | 4:08     |  |
| 6.  | «The Na-Na Song»               | 3:12     |  |
| 7.  | «No One Said It Would Be Easy» | 5:29     |  |
| 8.  | «What I Can Do for You»        | 4:15     |  |
| 9.  | «All I Wanna Do»               | 4:32     |  |
| 10. | «We Do What We Can»            | 5:38     |  |
| 11. | «I Shall Believe»              | 5:34     |  |

| Bonus track de lanzamiento brasileño |                 |          |  |
| N.º                                  | Título          | Duración |  |
| 12.                                  | «All by Myself» | 4:48     |  |

Grabado en vivo el 6 de junio de 1994 en el Shepherds Bush Empire por GLR/BBC.
| Disco extra de Reino Unido Sheryl Crow Live |                                |          |  |
| N.º                                         | Título                         | Duración |  |
| 1.                                          | «Reach Around Jerk»            | 4:48     |  |
| 2.                                          | «Can't Cry Anymore»            | 4:54     |  |
| 3.                                          | «What I Can Do for You»        | 7:01     |  |
| 4.                                          | «No One Said It Would Be Easy» | 6:55     |  |
| 5.                                          | «Leaving Las Vegas»            | 6:38     |  |
| 6.                                          | «Volvo Cowgirl»                | 2:30     |  |

Grabado en vivo el 15 de abril de 1994 en el 328 Club.
| Disco extra de Australia Live from Nashville |                     |          |  |
| N.º                                          | Título              | Duración |  |
| 1.                                           | «Can't Cry Anymore» | 4:24     |  |
| 2.                                           | «Reach Around Jerk» | 4:10     |  |
| 3.                                           | «Strong Enough»     | 3:11     |  |
| 4.                                           | «Leaving Las Vegas» | 5:48     |  |
| 5.                                           | «I Shall Believe»   | 6:21     |  |

Grabado en vivo el 1 de mayo de 1995.
| Disco extra de Singapur Live in Singapore |                     |          |  |
| N.º                                       | Título              | Duración |  |
| 1.                                        | «Can't Cry Anymore» | 4:24     |  |
| 2.                                        | «Leaving Las Vegas» | 5:34     |  |
| 3.                                        | «Run Baby Run»      | 5:58     |  |
| 4.                                        | «The Na-Na Song»    | 3:42     |  |
| 5.                                        | «Strong Enough»     | 3:12     |  |
| 6.                                        | «All I Wanna Do»    | 5:19     |  |

## Personal

### Músicos
- Sheryl Crow – voces, guitarra y piano acústico
- David Baerwald – guitarra
- Bill Bottrell – guitarra y guitarra de acero de pedal
- Kevin Gilbert – piano eléctrico, sintetizador, guitarra, batería («Run Baby Run», «All By Myself») y bajo («All I Wanna Do»)
- David Ricketts –bajo («Leaving Las Vegas»)
- Dan Schwartz – bajo y guitarra
- Brian MacLeod – batería, pandereta, güiro y cencerro

### Producción
- Bill Bottrell – productor
- Dan Schwartz – asistente de producción
- Blair Lamb – ingeniero
- Bernie Grundman – masterización
- Richard Frankel – dirección de arte
- Jean Krikorian – diseño
- Melodie McDaniel, Peggy Sirota, Scott Henriksen – fotografía
- Sheryl Crow – notas

## Posicionamiento en las listas

### Listas semanales
| Lista (1994–95)                   | Posición más alta |
| --------------------------------- | ----------------- |
| Australian ARIA Album Chart       | 1                 |
| Austrian Albums Chart             | 3                 |
| Belgian Albums Chart (Flanders)   | 17                |
| Belgian Albums Chart (Wallonia)   | 36                |
| Canadian Albums Chart             | 5                 |
| Dutch Albums Chart                | 17                |
| French SNEP Albums Chart          | 8                 |
| German Media Control Albums Chart | 9                 |
| Japanese Albums Chart             | 54                |
| New Zealand Albums Chart          | 4                 |
| Norwegian VG-lista Albums Chart   | 24                |
| Scottish Albums Chart             | 12                |
| Swedish Albums Chart              | 41                |
| Swiss Albums Chart                | 6                 |
| UK Albums Chart                   | 8                 |
| US Billboard 200                  | 3                 |

### Listas de fin de año
| Lista (1994)            | Posición más alta |
| ----------------------- | ----------------- |
| Canadian Albums Chart   | 42                |
| US Billboard 200        | 60                |
| Lista (1995)            | Posición más alta |
| Australian Albums Chart | 14                |
| Canadian Albums Chart   | 23                |
| French Albums Chart     | 88                |
| German Albums Chart     | 32                |
| Swiss Albums Chart      | 15                |
| UK Albums Chart         | 65                |
| US Billboard 200        | 15                |

### Listas de fin de década
| Lista (1990–99)  | Posición más alta |
| ---------------- | ----------------- |
| US Billboard 200 | 98                |

## Premios y nominaciones

### Premios Grammy
| Año  | Álbum                    | Premio                                    | Resultado |
| ---- | ------------------------ | ----------------------------------------- | --------- |
| 1995 | Tuesday Night Music Club | Grabación del año                         | Ganador   |
| 1995 | Tuesday Night Music Club | Mejor artista novel                       | Ganador   |
| 1995 | Tuesday Night Music Club | Mejor interpretación vocal pop, femenina  | Ganador   |
| 1995 | Tuesday Night Music Club | Mejor interpretación vocal rock, femenina | Nominado  |
| 1995 | Tuesday Night Music Club | Canción del año                           | Nominado  |